# Associazione Sportiva Fanfulla 1937-1938
Questa voce raccoglie le informazioni riguardanti l'Associazione Sportiva Fanfulla nelle competizioni ufficiali della stagione 1937-1938.

## Stagione
La stagione 1937-1938 è storica per i bianconeri lodigiani.
Chiuso al comando della classifica il campionato con 42 punti, affiancati al Piacenza, ha poi battuto i piacentini 2-1 allo spareggio disputato a Pavia il 22 maggio 1938.
È la prima promozione in Serie B.

## Rosa
| N. |                   | Ruolo | Calciatore          |
| -- | ----------------- | ----- | ------------------- |
|    | Italia (bandiera) | D     | Mario Acerbi        |
|    | Italia (bandiera) | D     | Giancarlo Bandirali |
|    | Italia (bandiera) | D     | Marino Brusoni      |
|    | Italia (bandiera) | P     | Rino Cappelli       |
|    | Italia (bandiera) | C     | Giuseppe Carelli    |
|    | Italia (bandiera) | C     | Pietro Corrada      |
|    | Italia (bandiera) | A     | Renato De Manzano   |
|    | Italia (bandiera) | D     | Oliviero Edelli     |
|    | Italia (bandiera) | P     | Alessandro Fregoni  |
|    | Italia (bandiera) | C     | Giovanni Garrone    |
|    | Italia (bandiera) | C     | Cornelio Gatti      |

| N. |                   | Ruolo | Calciatore               |
| -- | ----------------- | ----- | ------------------------ |
|    | Italia (bandiera) | D     | Diego Ghezzi             |
|    | Italia (bandiera) | C     | Elvezio Granata          |
|    | Italia (bandiera) | A     | Giulio Longhi            |
|    | Italia (bandiera) | C     | Vittorio Mattai Del Moro |
|    | Italia (bandiera) | D     | Giuseppe Pagni           |
|    | Italia (bandiera) | A     | Giuseppe Rota            |
|    | Italia (bandiera) | C     | Otto Schäfer             |
|    | Italia (bandiera) | A     | Luigi Sichel             |
|    | Italia (bandiera) | C     | Bruno Vantini            |
|    | Italia (bandiera) | A     | Virginio Vismara         |
|    | Italia (bandiera) | C     | Dino Zaghi               |

## Statistiche

### Statistiche dei giocatori
| Giocatore     | Serie C  | Serie C | Coppa Italia | Coppa Italia | Totale   | Totale |
| Giocatore     | Presenze | Reti    | Presenze     | Reti         | Presenze | Reti   |
| ------------- | -------- | ------- | ------------ | ------------ | -------- | ------ |
| G. Carelli    | ?        | 5       | ?            | ?            | ?        | 5+     |
| P. Corrada    | ?        | 1       | ?            | ?            | ?        | 1+     |
| R. De Manzano | ?        | 7       | ?            | ?            | ?        | 7+     |
| O. Edelli     | ?        | 1       | ?            | ?            | ?        | 1+     |
| C. Gatti      | ?        | 2       | ?            | ?            | ?        | 2+     |
| G. Longhi     | ?        | 15      | ?            | ?            | ?        | 15+    |
| G. Pagni      | ?        | 1       | ?            | ?            | ?        | 1+     |
| O. Schäfer    | ?        | 6       | ?            | ?            | ?        | 6+     |
| L. Sichel     | ?        | 5       | ?            | ?            | ?        | 5+     |
| B. Vantini    | ?        | 2       | ?            | ?            | ?        | 2+     |
| V. Vismara    | ?        | 4       | ?            | ?            | ?        | 4+     |